# 暹粒國際機場
暹粒国际机场（又名吴哥国际机场），于柬埔寨暹粒省西北，是該國第二大机场，僅次於首都的金邊國際機場。由於機場距吴哥窟5公里，所以机场為柬埔寨重要觀光門戶。柬埔寨政府计划用距离旧机场60公里开外的新机场取代原暹粒国际机场。新的暹粒吴哥国际机场於2023年10月16日開幕，本機場隨即關閉。